# تصنیف نارایاما
تصنیف نارایاما (به ژاپنی: 楢山節考) (به انگلیسی: The Ballad of Narayama) فیلمی ژاپنی به کارگردانی شوهی ایمامورا است که در سال ۱۹۸۳ منتشر شد. از بازیگران آن می‌توان به کن اوگاتا و میتسوکو بایشو اشاره کرد. این فیلم در جشنواره فیلم کن ۱۹۸۳ برنده نخل طلایی شد.